# Петра (Грузія)
Петра — візантійська фортеця, добре збережені руїни якої знаходяться на території села Цихисдзірі Кобулетського муніципалітету. Відповідно до іншої точки зору, Петра розташовувалася на території сучасної Туреччини, біля порту Хопу, що, однак, суперечить даним Прокопія Кесарійського.
Згідно Прокопу Кесарійському, фортеця Петра в Лазиці Понта Евксинського була заснована імператором Юстиніаном на місці де існувало раніше «нікчемне поселення» у Понта Евксинського. У необхідності заснування тут фортеці імператора переконав полководець Іоанн Цив, «людина невідомого і низького походження, піднявся до звання стратига тільки тому, що був найнепридатнішим зі всіх людей і найздатнішим у вишукуванні коштів для незаконного придбання грошей». Використовуючи цю фортецю, Цив грабував майно лазів.
Добре укріплене місто після тривалої облоги було захоплене персами під командуванням Хосрова I. У фортеці був залишений гарнізон, а сама вона була укріплена персами. В 549 Юстиніан відправив військо в 7,000 осіб під командуванням Дагисфея і 1,000 цанів. Армія стала табором біля Петри і приступила до облоги. Проведена невміло і нерішуче, облога завершилася повним провалом.
Після переможного закінчення чергового етапу війни з Персією, візантійці самі зруйнували тут фортеця, «щоб варвари, вдруге прийшовши сюди, не могли зробити якої-небудь підступності».
В ході розкопок 1961-1962 років на території акрополя Петри були виявлені залишки двох ранньосередньовічних споруд, базиліки і лазні, що входили в єдиний архітектурний ансамбль, що оточував з трьох сторін невелику трикутну площу. Залишки лазні частково знаходяться за виникшими в більш пізній час стінами. У лазні, що має типову для пізньоантичних лазень архітектуру, зберігся портик.
У Петрі В період з першої половини VI століття по X століття перебувала єпископська кафедра.